# Altaussee
Altaussee è un comune austriaco di 1 878 abitanti nel distretto di Liezen, in Stiria.

## Geografia fisica
Il paese si trova a sud-est del Salzkammergut, a circa 70 km da Salisburgo e non lontana dai centri di Hallstatt, Bad Ischl, Liezen e Gröbming. Il lago sul quale si affaccia è l'Altausseer See ed il comune più vicino è Bad Aussee. Altaussee conta le seguenti 4 frazioni: Fischerndorf, Lichtersberg, Lupitsch e Puchen.